# 2. stoletje pr. n. št.
5. stoletje pr. n. št. | 4. stoletje pr. n. št. | 3. stoletje pr. n. št. | 2. stoletje pr. n. št. | 1. stoletje pr. n. št. | 1. stoletje | 2. stoletje
2. stoletje pred našim štetjem se začenja s prvim dnem leta 200 pr. n. št. in končuje z zadnjim dnem leta 101 pr. n. št. Obdobje spada v klasično antiko, vendar bi moralo imeti kakšno bolj primerno ime. Za vzhodno Sredozemlje, na primer, bi bilo bolj primerno, če bi se imenovalo del helenističnega obdobja.

## Značilnosti
Rimska republika je po malo pred tem končani drugi punski vojni nadaljevala svojo širitev na sosednja ozemlja in nazadnje priključila Grčijo, po tretji punski vojni in popolnem uničenju Kartagine pa obalo severne Afrike. Rimski vpliv se je čutil tudi na bližnjem vzhodu, kjer so bile krhke helenistične države, na primer Selevkidsko cesarstvo, prisiljene skleniti mirovne pogodbe pod rimskimi pogoji, da bi se izognile odkritemu spopadu z novim gospodarjem zahodnega Sredozemlja. Za obdobje je značilen pojav nove arogance v priviligiranih razredih Rimljanov, ki se je manifestirala v korupciji in brezsramni sli po bogastvu. Proti koncu stoletja se je rimska armada preoblikovala iz vojske državljanov v vojsko prostovoljnih profesionalcev pod poveljstvom velikega generala in državnika Gaja Marija (Marijanske reforme).
Na Daljnji vzhodu je Kitajska dosegla svoj višek pod dinastijo Han. Cesarstvo Han je razširilo svoje meje od Koreje na vzhodu, Vietnama na jugu in Kazahstana na zahodu. Cesarstvo Han je ukazalo raziskovalcu Zhang Qianu, naj razišče ozemlja na zahodu in sklene zavezništvo z ljudstvom Yuezhi, da bi se bojevalo z nomadskim plemenom Xiongnu.

## Iznajdbe, odkritja in vpeljave
- Kitajci prvič izdelajo papir[2]
- Svilna cesta med Evropo in Azijo
- Hiparh odkrije precesijo Zemljinih enakonočij in sestavi prve trigonometrične tablice
- Liu An iznajde tofu
- Rimljani prvič uporabijo rimski ali pozzolanski cement
- stari Grki izuzmijo rotacijski mlin
- Polibij opiše sistem za pošiljanje znakov oziroma komuniciranje na velikih razdaljah
- Kitajci izumijo vejalnik za žito

## Desetletja in leta
Opomba: leta pred drugim stoletjem pr. n. št. in po njem so pisana ležeče.
| 200. pr. n. št. | 209 pr. n. št. | 208 pr. n. št. | 207 pr. n. št. | 206 pr. n. št. | 205 pr. n. št. | 204 pr. n. št. | 203 pr. n. št. | 202 pr. n. št. | 201 pr. n. št. | 200 pr. n. št. |  |
| 190. pr. n. št. | 199 pr. n. št. | 198 pr. n. št. | 197 pr. n. št. | 196 pr. n. št. | 195 pr. n. št. | 194 pr. n. št. | 193 pr. n. št. | 192 pr. n. št. | 191 pr. n. št. | 190 pr. n. št. |  |
| 180. pr. n. št. | 189 pr. n. št. | 188 pr. n. št. | 187 pr. n. št. | 186 pr. n. št. | 185 pr. n. št. | 184 pr. n. št. | 183 pr. n. št. | 182 pr. n. št. | 181 pr. n. št. | 180 pr. n. št. |  |
| 170. pr. n. št. | 179 pr. n. št. | 178 pr. n. št. | 177 pr. n. št. | 176 pr. n. št. | 175 pr. n. št. | 174 pr. n. št. | 173 pr. n. št. | 172 pr. n. št. | 171 pr. n. št. | 170 pr. n. št. |  |
| 160. pr. n. št. | 169 pr. n. št. | 168 pr. n. št. | 167 pr. n. št. | 166 pr. n. št. | 165 pr. n. št. | 164 pr. n. št. | 163 pr. n. št. | 162 pr. n. št. | 161 pr. n. št. | 160 pr. n. št. |  |
| 150. pr. n. št. | 159 pr. n. št. | 158 pr. n. št. | 157 pr. n. št. | 156 pr. n. št. | 155 pr. n. št. | 154 pr. n. št. | 153 pr. n. št. | 152 pr. n. št. | 151 pr. n. št. | 150 pr. n. št. |  |
| 140. pr. n. št. | 149 pr. n. št. | 148 pr. n. št. | 147 pr. n. št. | 146 pr. n. št. | 145 pr. n. št. | 144 pr. n. št. | 143 pr. n. št. | 142 pr. n. št. | 141 pr. n. št. | 140 pr. n. št. |  |
| 130. pr. n. št. | 139 pr. n. št. | 138 pr. n. št. | 137 pr. n. št. | 136 pr. n. št. | 135 pr. n. št. | 134 pr. n. št. | 133 pr. n. št. | 132 pr. n. št. | 131 pr. n. št. | 130 pr. n. št. |  |
| 120. pr. n. št. | 129 pr. n. št. | 128 pr. n. št. | 127 pr. n. št. | 126 pr. n. št. | 125 pr. n. št. | 124 pr. n. št. | 123 pr. n. št. | 122 pr. n. št. | 121 pr. n. št. | 120 pr. n. št. |  |
| 110. pr. n. št. | 119 pr. n. št. | 118 pr. n. št. | 117 pr. n. št. | 116 pr. n. št. | 115 pr. n. št. | 114 pr. n. št. | 113 pr. n. št. | 112 pr. n. št. | 111 pr. n. št. | 110 pr. n. št. |  |
| 100. pr. n. št. | 109 pr. n. št. | 108 pr. n. št. | 107 pr. n. št. | 106 pr. n. št. | 105 pr. n. št. | 104 pr. n. št. | 103 pr. n. št. | 102 pr. n. št. | 101 pr. n. št. | 100 pr. n. št. |  |
| 90. pr. n. št.  | 99 pr. n. št.  | 98 pr. n. št.  | 97 pr. n. št.  | 96 pr. n. št.  | 95 pr. n. št.  | 94 pr. n. št.  | 93 pr. n. št.  | 92 pr. n. št.  | 91 pr. n. št.  | 90 pr. n. št.  |  |